# Grazzano Badoglio
Grazzano Badoglio (Grassan in piemontese, Grazzano Monferrato fino al 1938) è un comune italiano di 530 abitanti della provincia di Asti in Piemonte.
L'originario appellativo "Monferrato", sulla proposta del podestà, fu sostituito dall'attuale nel 1939, in onore del maresciallo d'Italia Pietro Badoglio, che vi nacque nel 1871.

## Storia

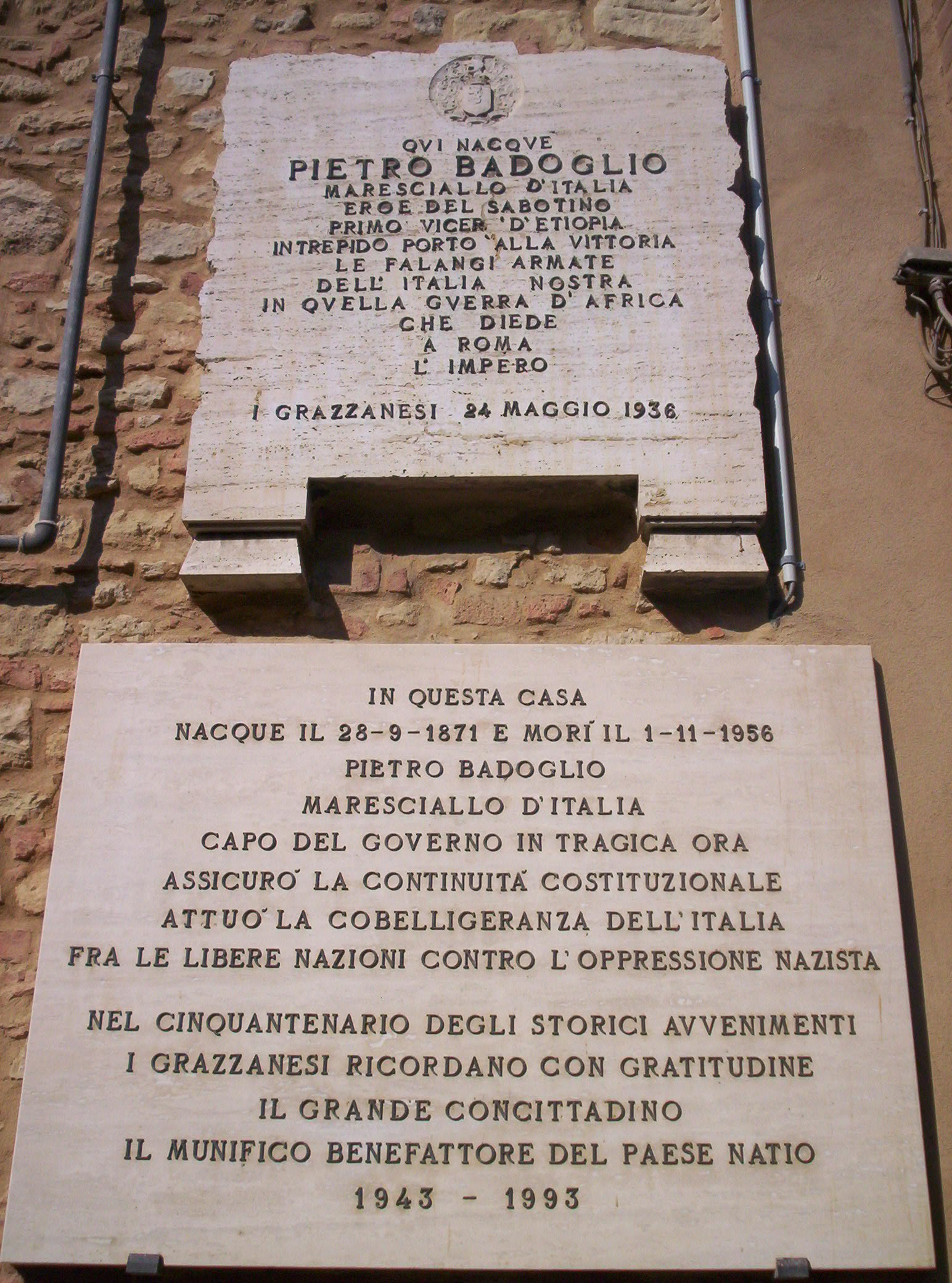
Targhe commemorative sulla casa di Pietro Badoglio

Il nome Grazzano deriva da Gratis o da Gratianus. La Chiesa parrocchiale è dedicata ai Santi Vittore e Corona.
Già insediamento romano, si è distinto per la sua antica abbazia, fondata nel 961 da Aleramo, primo marchese del Monferrato; intitolata al Salvatore, alla Madonna e ai Santi Pietro e Cristina, per sottrarla al potere vescovile di Vercelli, fu posta sotto la giurisdizione del vescovo di Torino.
Le donazioni di beni e diritti effettuate dai marchesi, fecero prosperare il monastero, che nel 1408 adottò la riforma dell'Ordine benedettino, “donando” una rendita alla curia papale di Roma di 150 fiorini Nel 1708, con l'annessione del Monferrato ai Savoia, questi ebbero il patronato dell'abbazia scatenando accese controversie con gli abati benedettini.

### Simboli
(D.P.C.M. 8 giugno 1942)
Lo scudetto nel centro dello stemma è l'emblema del Monferrato. Il fasciato di nero e d’oro ricorda il dominio dei duchi Gonzaga di Mantova.

## Monumenti e luoghi d'interesse

### L'abbazia aleramica
L'Abbazia aleramica, oggi Parrocchia di Grazzano Badoglio, è di rilevante importanza architettonica. Nell'anno 961 il marchese Aleramo I di Monferrato fondò, sul colle dove si erge oggi la chiesa, un'abbazia che affidò ai Benedettini i quali vi rimasero per oltre quattro secoli.
Di quella prima costruzione rimangono attualmente la torre campanaria romanica, alla quale nel 1910 è stata aggiunta una sopraelevazione; il porticato della vecchia casa parrocchiale con balconcino; il chiostro, oggi ristrutturato e riportato agli antichi splendori; l'abside di forma ottagonale visibile dall'esterno (all'interno sono stati effettuati dei rimaneggiamenti).
La maggior auge dell'Abbazia aleramica fu tra i secoli XII e XV. Con decreto 16 agosto 1802 la secolare abbazia aleramica venne soppressa dalla legislazione napoleonica, ma l'abate continuò a risiedere in paese con il titolo di "cittadino parroco" (vicario perpetuo). La chiesa attuale, dedicata ai santi Vittore e Corona è stata costruita nel XVI secolo, ma subì svariati rimaneggiamenti e modifiche, nonché ristrutturazioni.

### Chiesa parrocchiale
La Chiesa parrocchiale è adiacente all'abbazia dove si notano il balconcino della casa abbaziale, la torre campanaria in stile romanico, il portale datato 1766. Nella cappella del Rosario c'è la tomba di Aleramo del Monferrato, che diede origine al Monferrato, ricordato orante nell'affresco attribuito a Guglielmo Caccia, detto Il Moncalvo.
La tomba è stata trasferita dal peristilio dell'antica chiesa abbaziale alla cappella laterale della parrocchia, è ornata da un antico mosaico in bianco e nero raffigurante due mostruosi animali che si affrontano: a sinistra una sfinge ("donna alata" nella parte anteriore, in mezzo "leonessa mugghiante e selvaggia" e "drago che si snoda" nella parte posteriore, corrispondente a quella descritta da Mesomede poeta vissuto ai tempi dell'imperatore Adriano), a destra un drago leonino aptero in atteggiamento aggressivo con la cresta sul capo e le tre caratteristiche righe emblematiche sul collo.
La cappella dei Gonzaga è in stile barocco con un dipinto rappresentante “la morte di San Francesco Saverio” di Andrea Pozzo, e un dipinto della Madonna rivestita di una manto rosa sempre del Moncalvo. Una grande croce sormonta l'altare. Il coro ligneo del '500 è adiacente alla sagrestia nella quale è custodito il braccio reliquiario di San Vittore che viene portato in processione il 14 maggio.
Nelle cappelle, alcune delle quali conservano ancora gli stucchi originali, si possono ancora ammirare tele di notevole interesse. In questa sede si preme ricordare la Madonna immacolata del Guglielmo Caccia. Si attribuisce al Caccia anche il ritratto affrescato sopra la tomba di Aleramo.

### Altre chiese
Da menzionare la chiesa del Santo Spirito e la chiesa della Madonna dei Monti

### Lapide funeraria romana del II secolo d.C.
Nel complesso più esterno rimasto intatto dell'Abbazia aleramica, è presente una lapide funeraria romana del II secolo d.C., probabilmente una delle più importanti in Piemonte nel suo genere. Questo monumento fu apposto dall'ancora vivente T. Vettius Hermes (Tito Vezio Ermete), il cui cognome di origine greca ne denomina la condizione libertina, come la professione di commerciante di profumi (Seplasarius).
La lapide riporta il suo testamento in cui dispone che i suoi eredi, i quali usufruiranno dei suoi orti e custodiranno le sue ceneri, portino in perpetuo rose alla sua tomba nell'anniversario della sua morte e che la proprietà non venga né frazionata né divisa. La scrittura avviene in lingua latina tramite abbreviazioni in uso in quel tempo per questo tipo di documento.
Nella parte alta della lapide si nota il timpano inquadrante un vaso di uva e due uccelli nell'atto di beccare. Sugli spioventi del timpano ci sono due delfini lavorati in bassorilievo. Sotto corre una fascia liscia alle cui estremità ci sono le lettere V.F (Vivus Fecit) che significa "fatto mentre era in vita". Più sotto si notano due lesene con aste e un fregio con motivi di festoni e teste di bassorilievo quasi completamente abrase che inquadrano l'iscrizione.
L'iscrizione latina recita:
V(ivus)f(ecit) T.Vettius T.l.Hermes seplasarius Mater genuit materq (ue) recepit.
Hi horti ita uti o(ptimi) m(aximi) que sunt cineribus servite meis: nam curatores
substituam , uti vescantur ex horum hortum natale meo et per  [fortasse] fer
(ant) rosam in perpetuo. Hos hortos neque dividi volo neq (ue) abalienari.

### Parco della stele
A Grazzano si trova un monumento dedicato a Pietro Badoglio, costituito da una stele metallica alta 24 metri sostenuta da un basamento di granito. L'opera fu realizzata per iniziativa di un comitato, costituito per onorare la memoria del maresciallo e presieduto dall'industriale Giovan Battista Pininfarina. Il monumento si trova in località "Madonna dei Monti" e venne inaugurato nel 1964; fu progettato dall'architetto Amedeo Albertini, mentre i fregi in rilievo che ne ornano i lati sono opera di Virgilio Audagna, un architetto anch'egli torinese come Albertini. Dopo un periodo di abbandono il monumento e il piccolo parco circostante sono stati recuperati da alcune imprese della zona, che a partire dal 2017 ne curano la manutenzione.

### Museo storico Badogliano
Il Museo Storico Badogliano  è ospitato nella casa natale del maresciallo d’Italia Pietro Badoglio, in via Badoglio 20, lungo la via principale del paese. Il Museo è organizzato su sette sale e due corridoi ed ognuno è dedicato a un tema o un periodo significativo della vita del maresciallo con un’ampia documentazione fotografica, pittorica ed oggettistica. Collegata al museo è la sede dell'Asilo Infantile "Antonietta Badoglio", attivo dal 1937 al 1988 ma ancora visitabile.

## Società

### Evoluzione demografica
Gli attuali residenti sono circa un terzo di quelli presenti nell'anno 1921.
Abitanti censiti

## Amministrazione
Di seguito è presentata una tabella relativa alle amministrazioni che si sono succedute in questo comune.
| Periodo        | Periodo        | Primo cittadino     | Partito                                 | Carica  | Note   |
| -------------- | -------------- | ------------------- | --------------------------------------- | ------- | ------ |
| 11 giugno 1985 | 28 maggio 1990 | Piero Monti         | Partito Socialista Democratico Italiano | Sindaco | [ 14 ] |
| 28 maggio 1990 | 24 aprile 1995 | Pier Domenico Penna | -                                       | Sindaco | [ 14 ] |
| 24 aprile 1995 | 14 giugno 1999 | Pier Domenico Penna | -                                       | Sindaco | [ 14 ] |
| 14 giugno 1999 | 14 giugno 2004 | Pier Domenico Penna | lista civica                            | Sindaco | [ 14 ] |
| 14 giugno 2004 | 8 giugno 2009  | Rosaria Lunghi      | lista civica                            | Sindaco | [ 14 ] |
| 8 giugno 2009  | 26 maggio 2014 | Rosaria Lunghi      | lista civica                            | Sindaco | [ 14 ] |
| 26 maggio 2014 | 25 maggio 2019 | Rosaria Lunghi      | lista civica Indipendenti               | Sindaco | [ 14 ] |
| 26 maggio 2019 | in corso       | Mauro Rodini        | lista civica                            | Sindaco |        |

## Galleria d'immagini

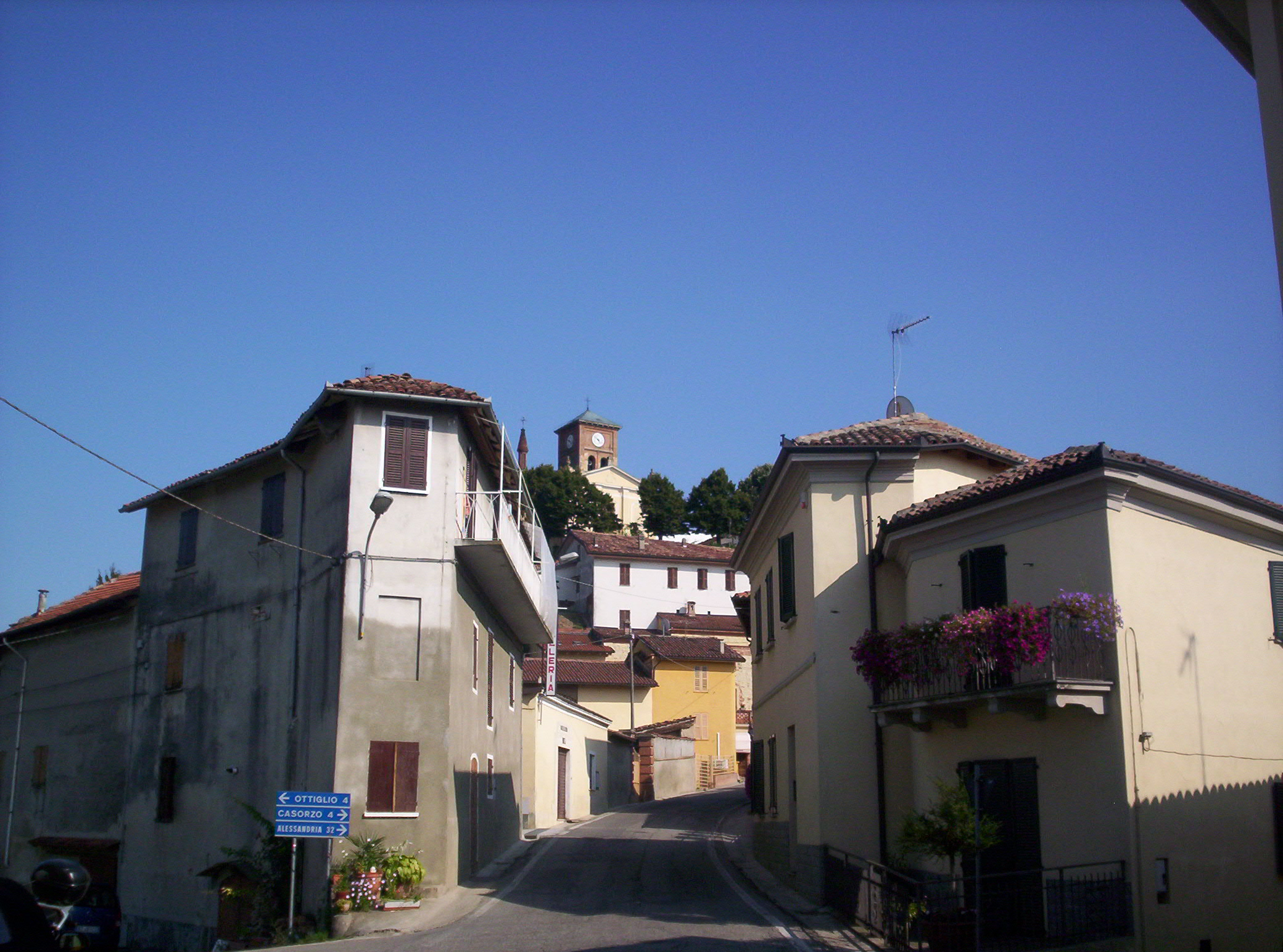
Accesso in Grazzano arrivando da Moncalvo
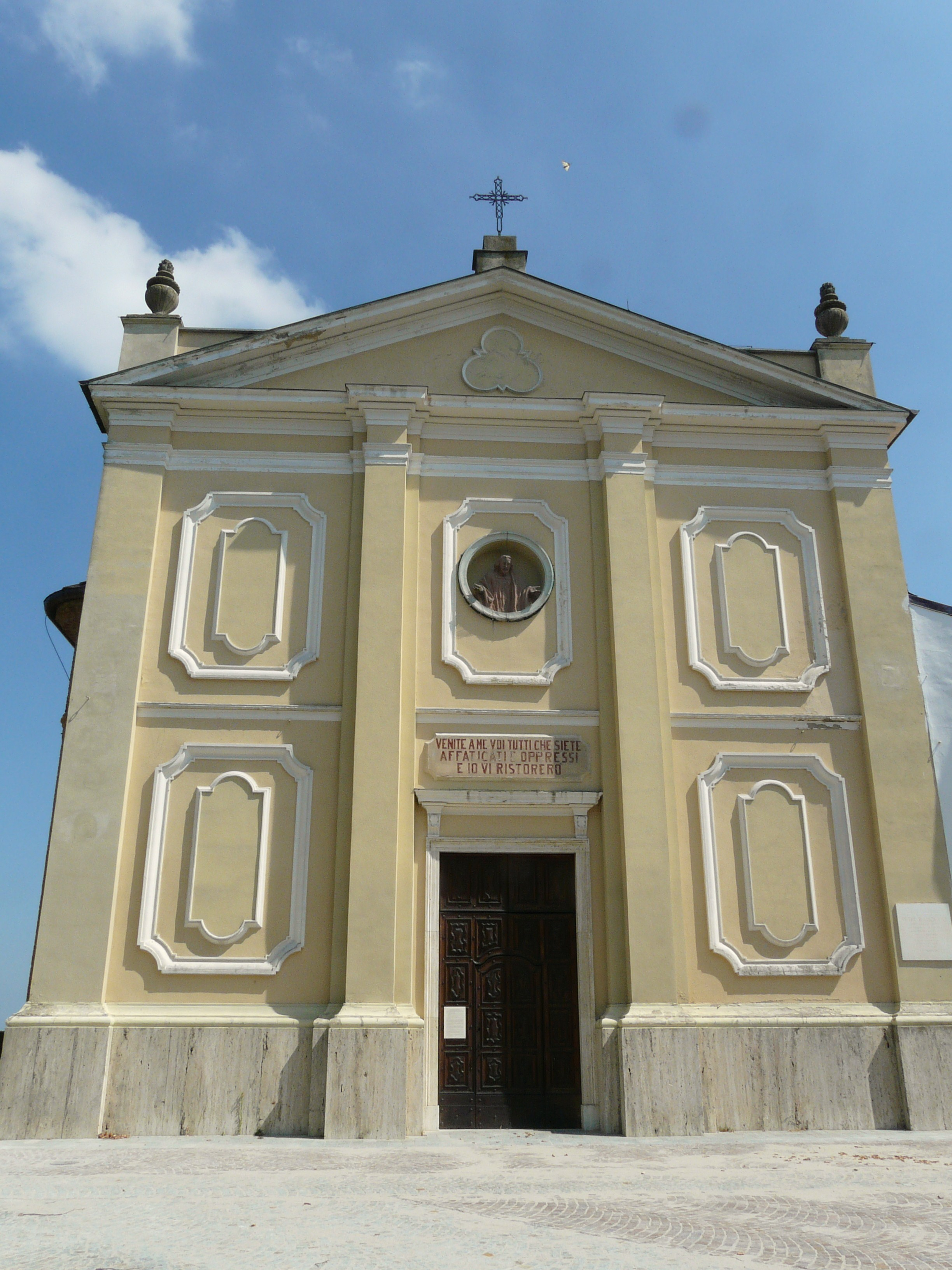
La chiesa dei santi Vittore e Corona
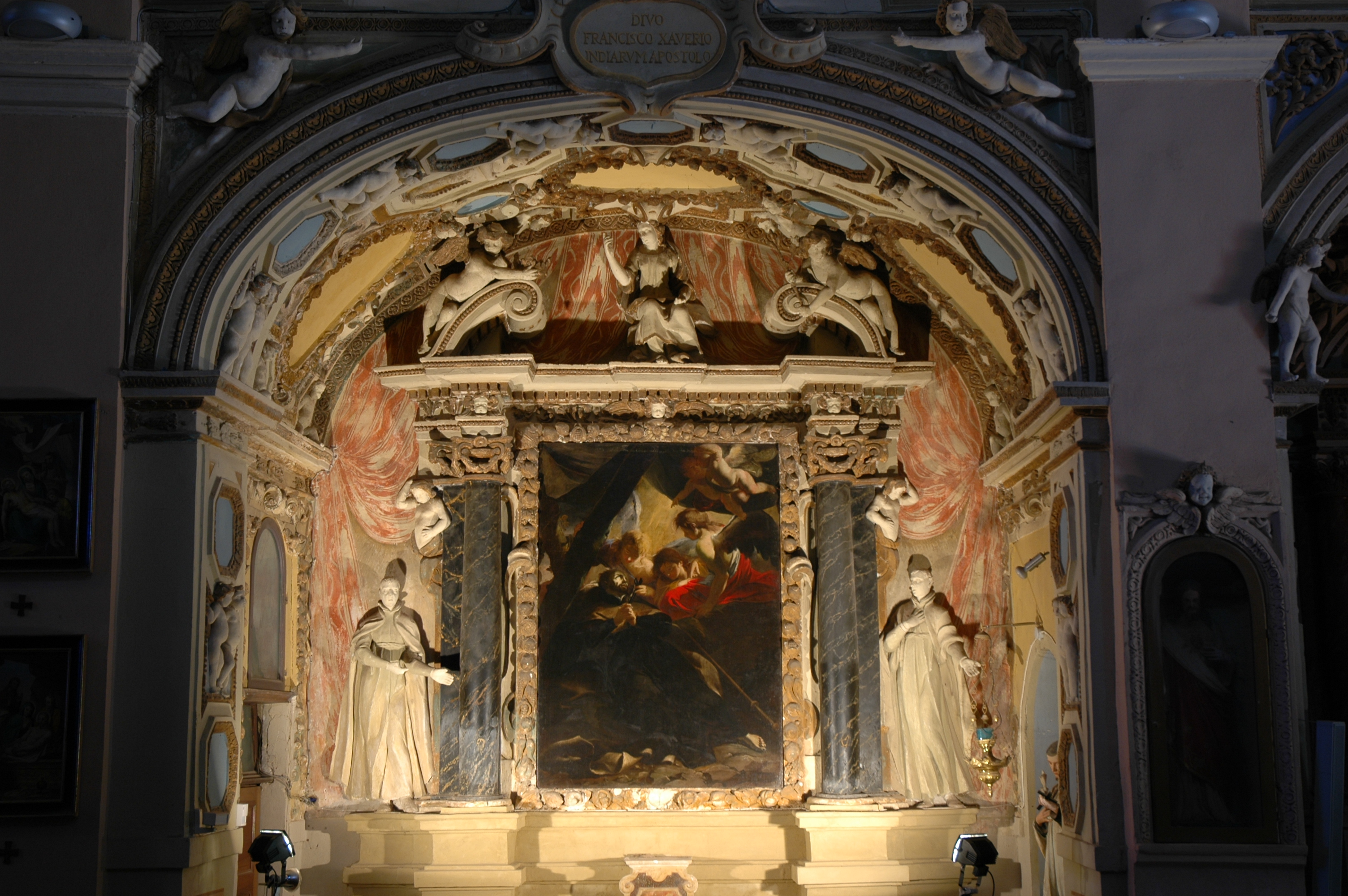
Pala d'altare, tela di Andrea Pozzo, gesuita laico nativo di Trento, rappresentante la morte di Francesco Saverio. L'opera si data tra il 1670 e il 1675 ed è conservata nella cappella dei Gesuiti
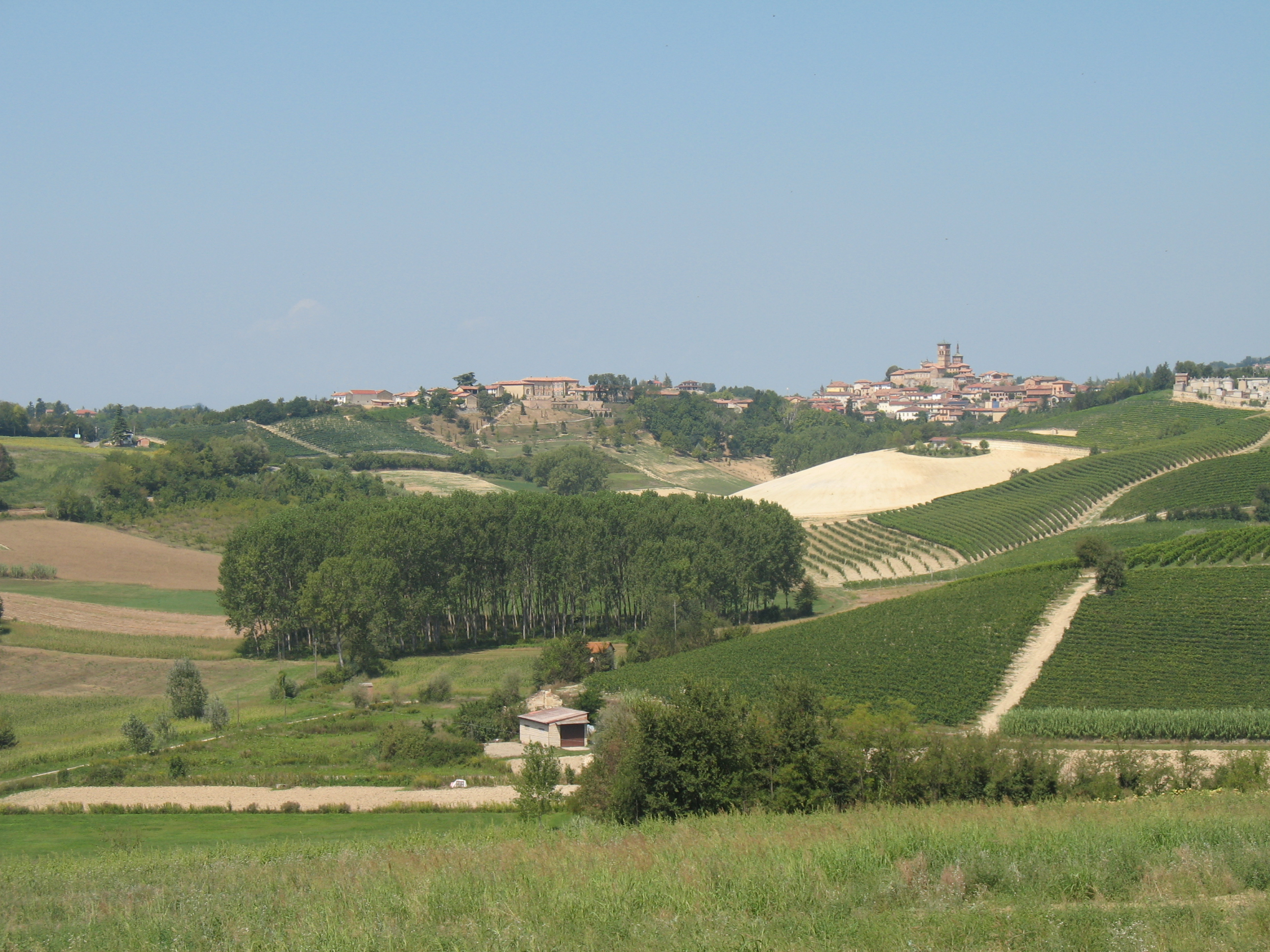
Panorama di Grazzano Badoglio vista dalla piana del Monferrato
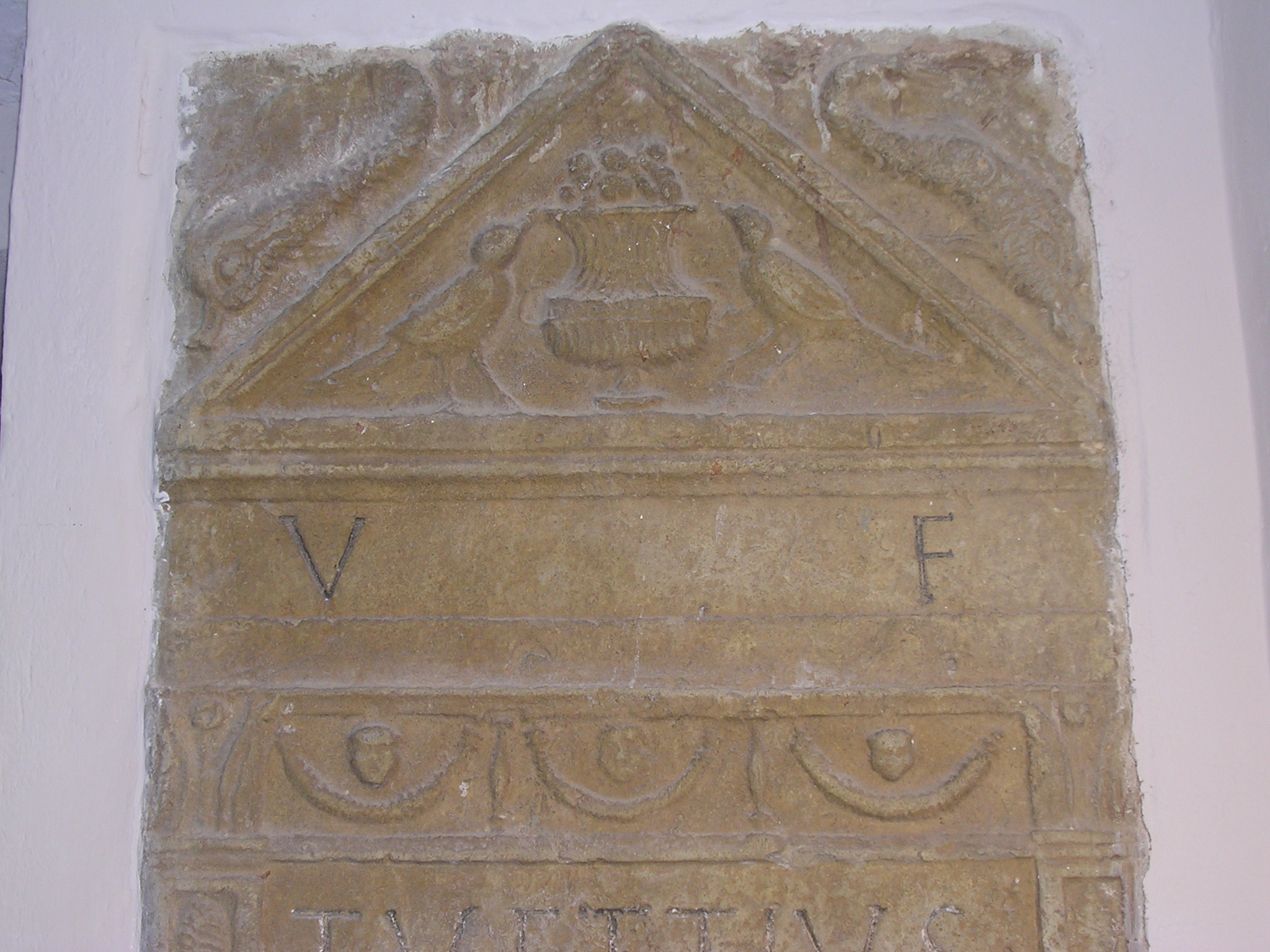
Lapide funeraria, timpano
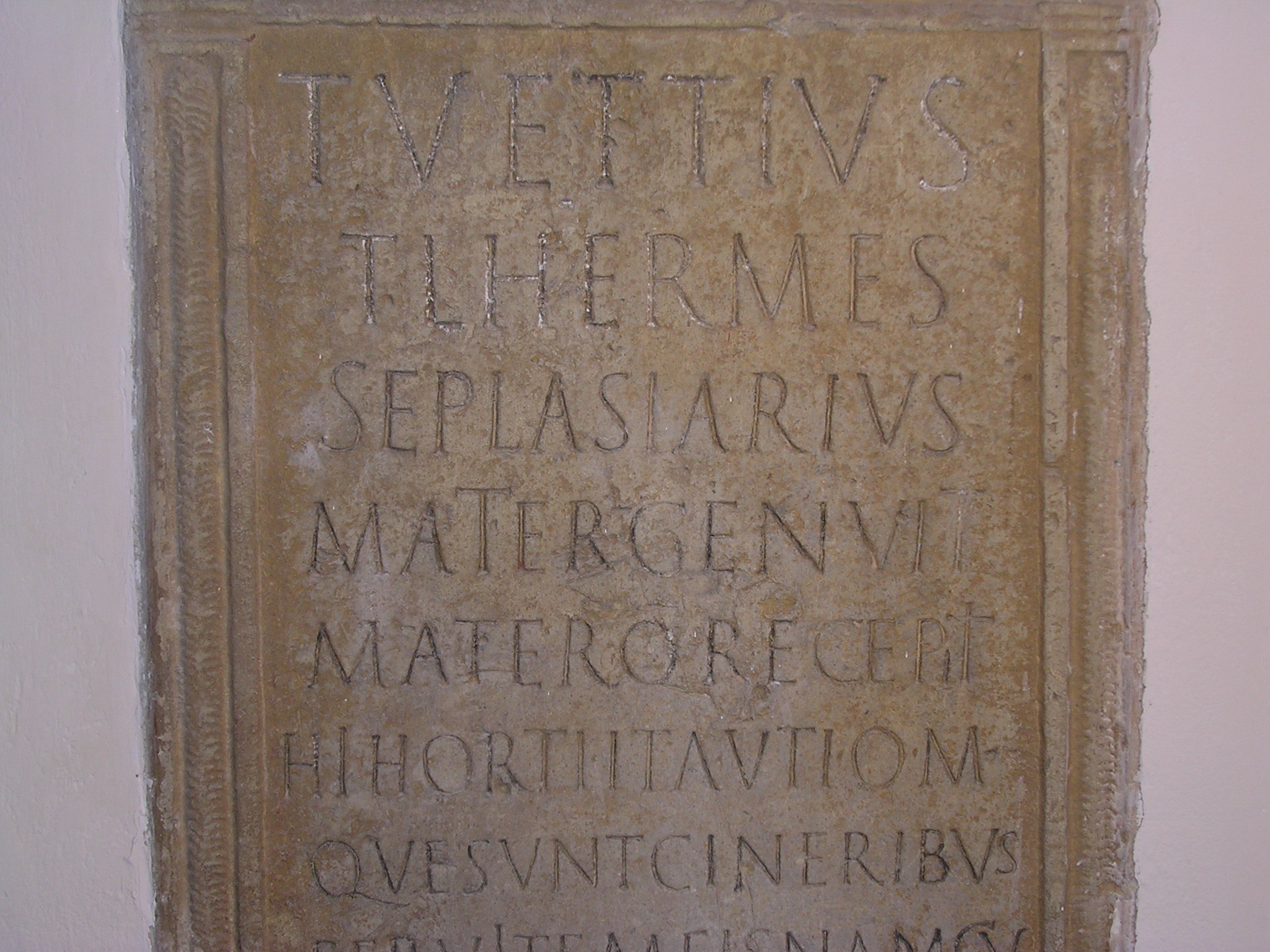
Lapide funeraria, parte centrale, incisione
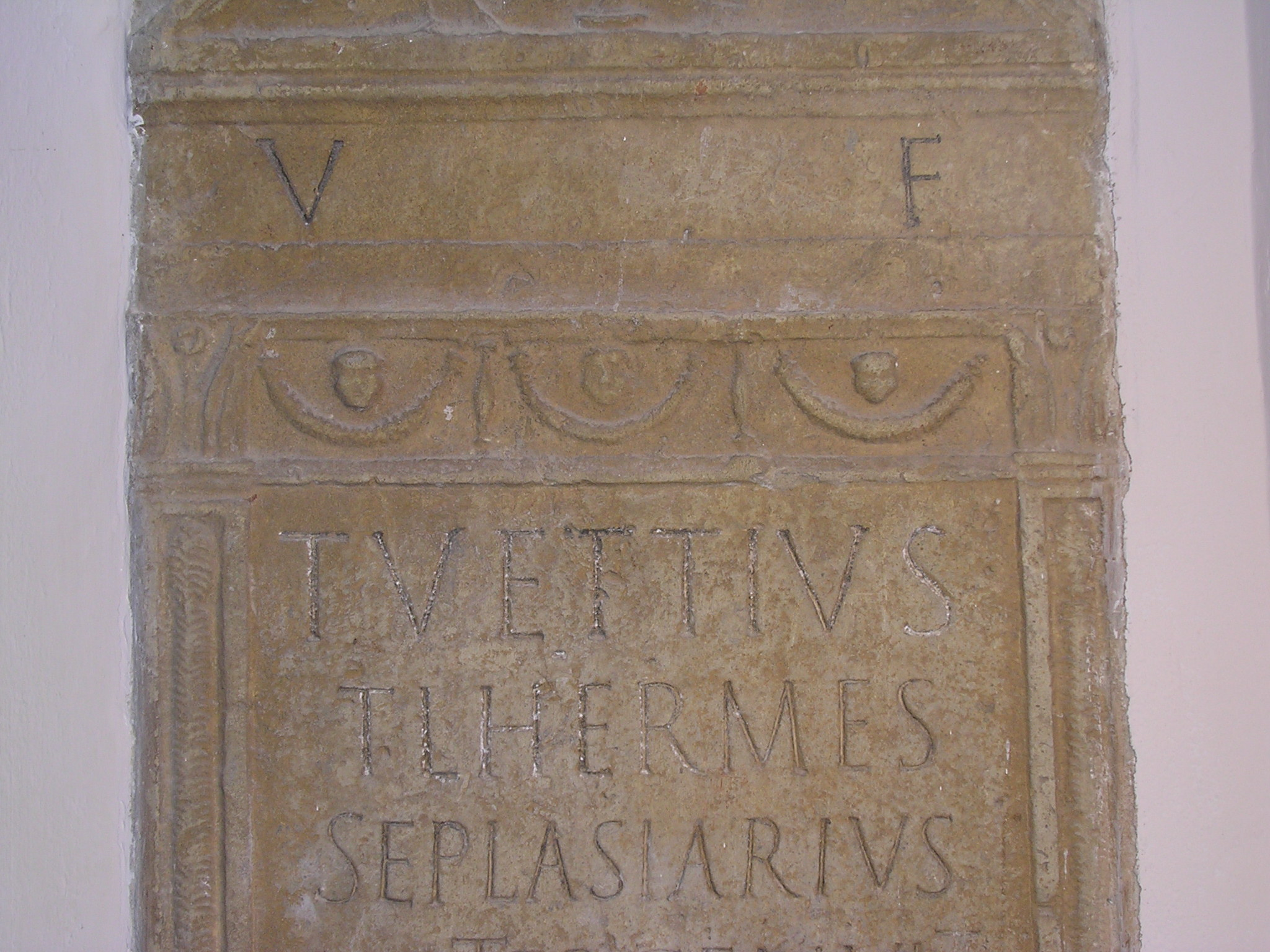
Lapide funeraria, parte alta, incisione
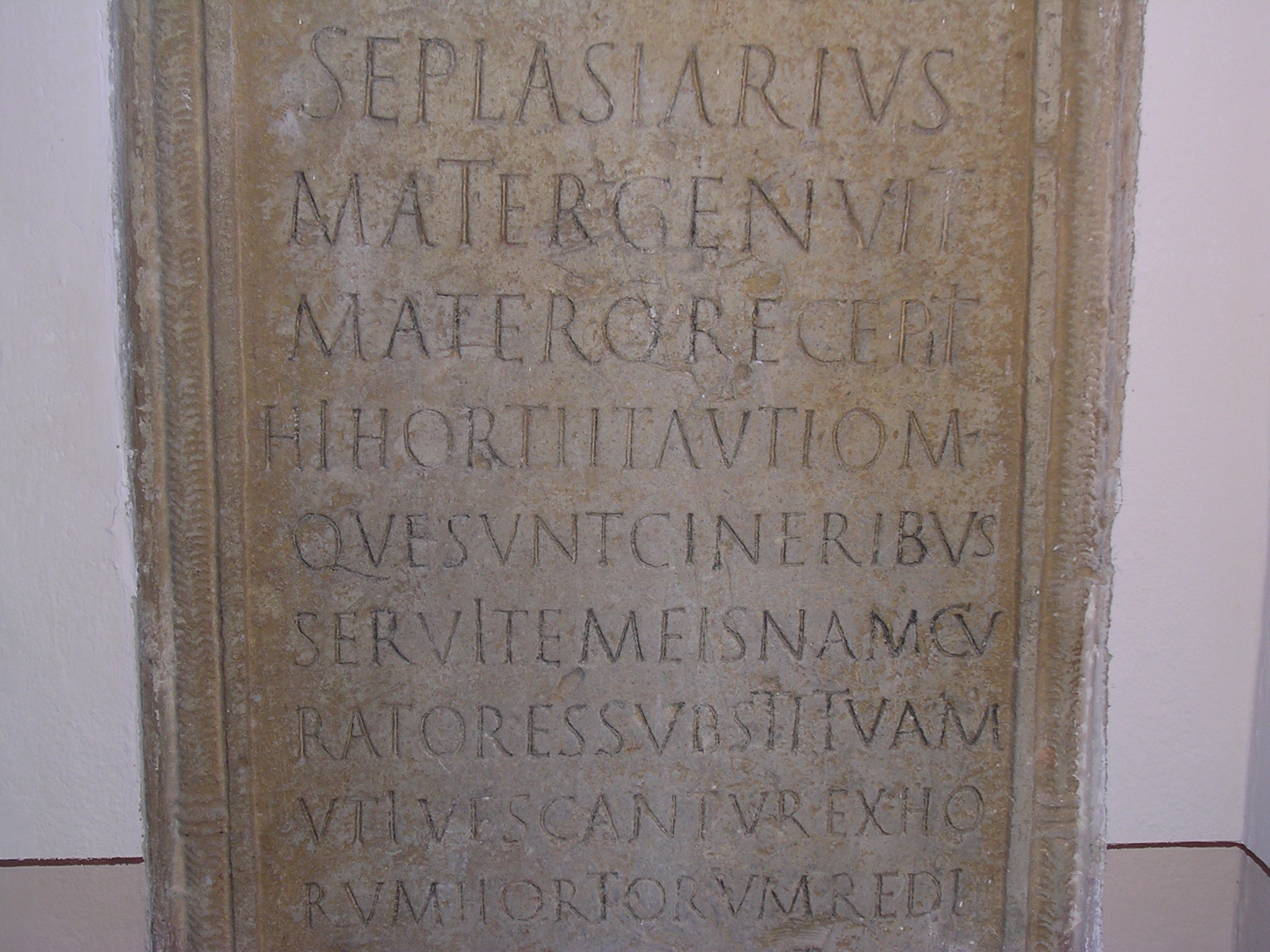
Lapide funeraria, parte bassa, incisione
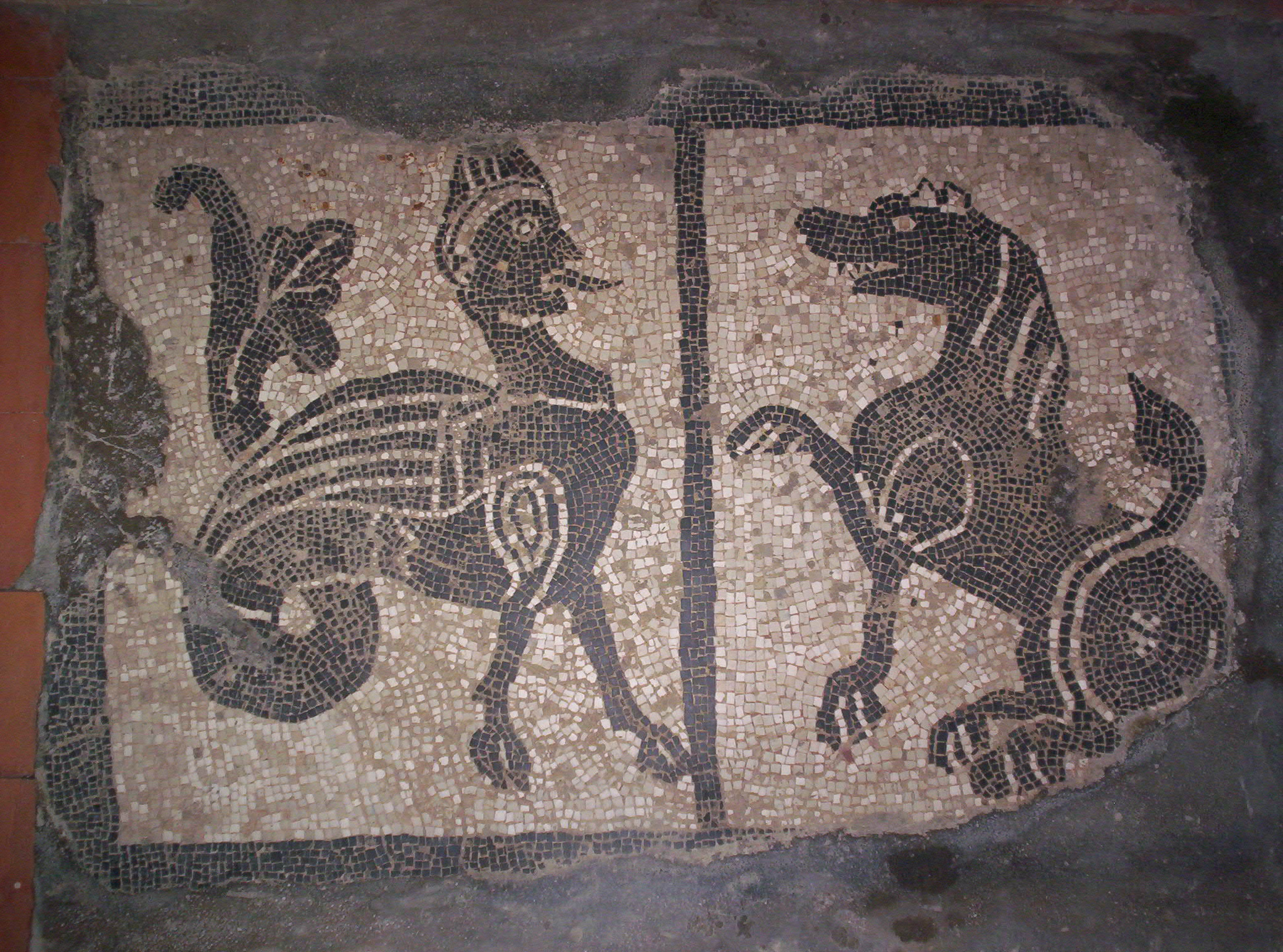
Particolare del mosaico risalente al X secolo giacente sopra la tomba di Aleramo del Monferrato nella chiesa dell'abbazia di Grazzano Badoglio, che indica il luogo ove furono traslati, nel 1581, i resti del marchese
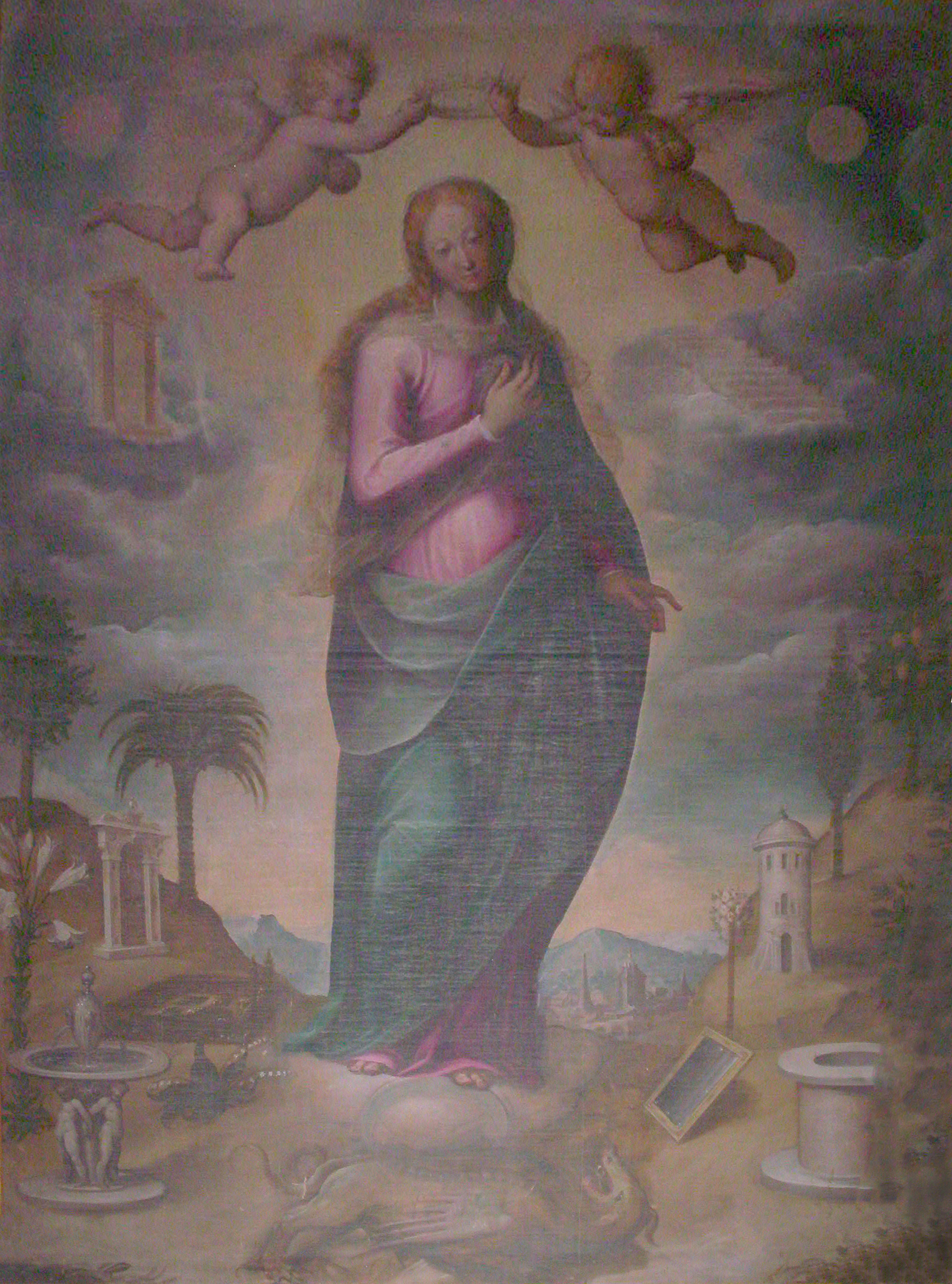
Dipinto della Madonna - Guglielmo Caccia detto "Il Moncalvo" - sec. XVII, chiesa dell'abbazia di Grazzano Badoglio
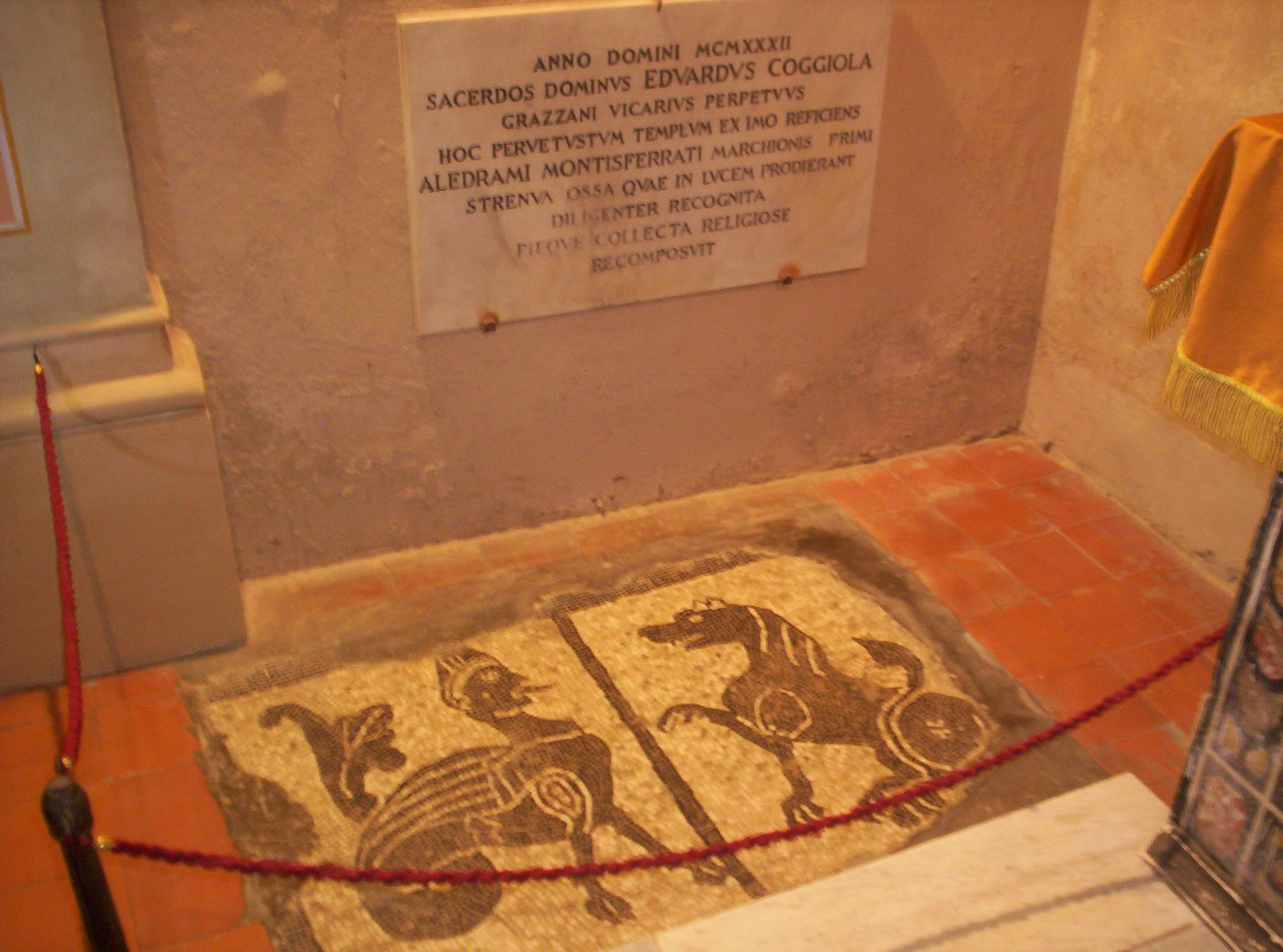
Tomba di Aleramo, fondatore della dinastia dei marchesi del Monferrato, nella chiesa dell'abbazia di Grazzano Badoglio
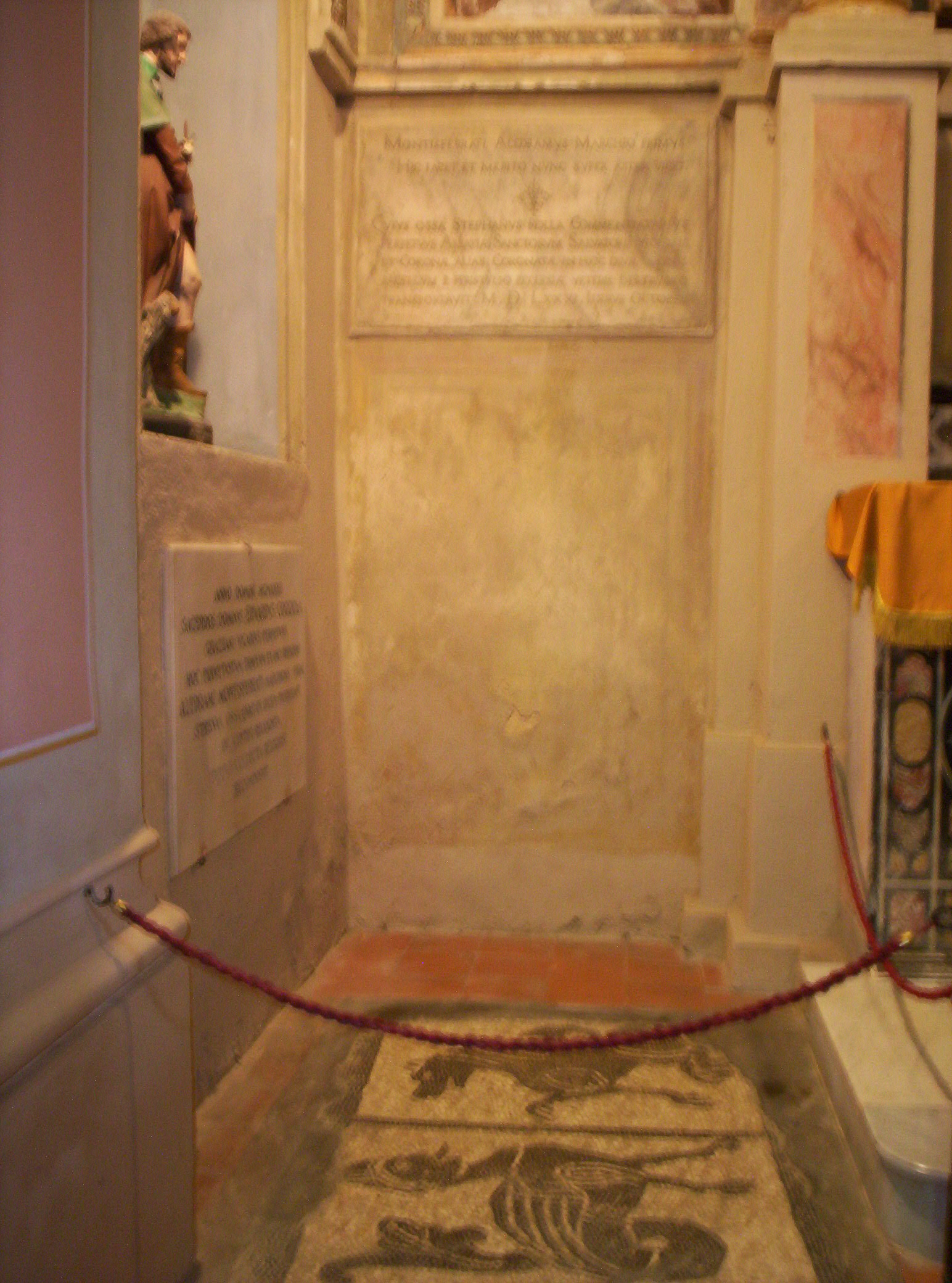
Particolare della tomba aleramica
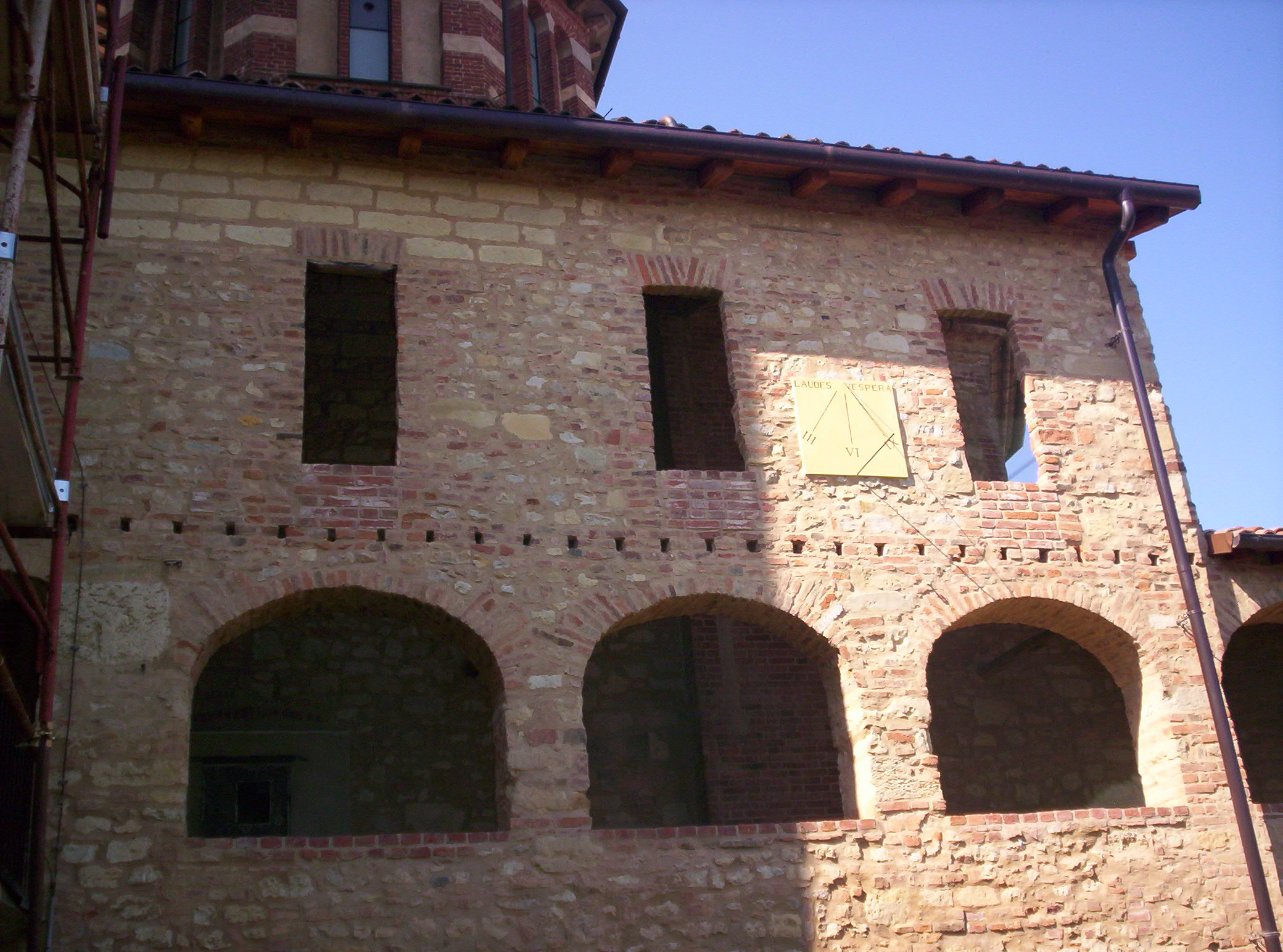
Chiostro dell'abbazia aleramica, risalente al XVI secolo
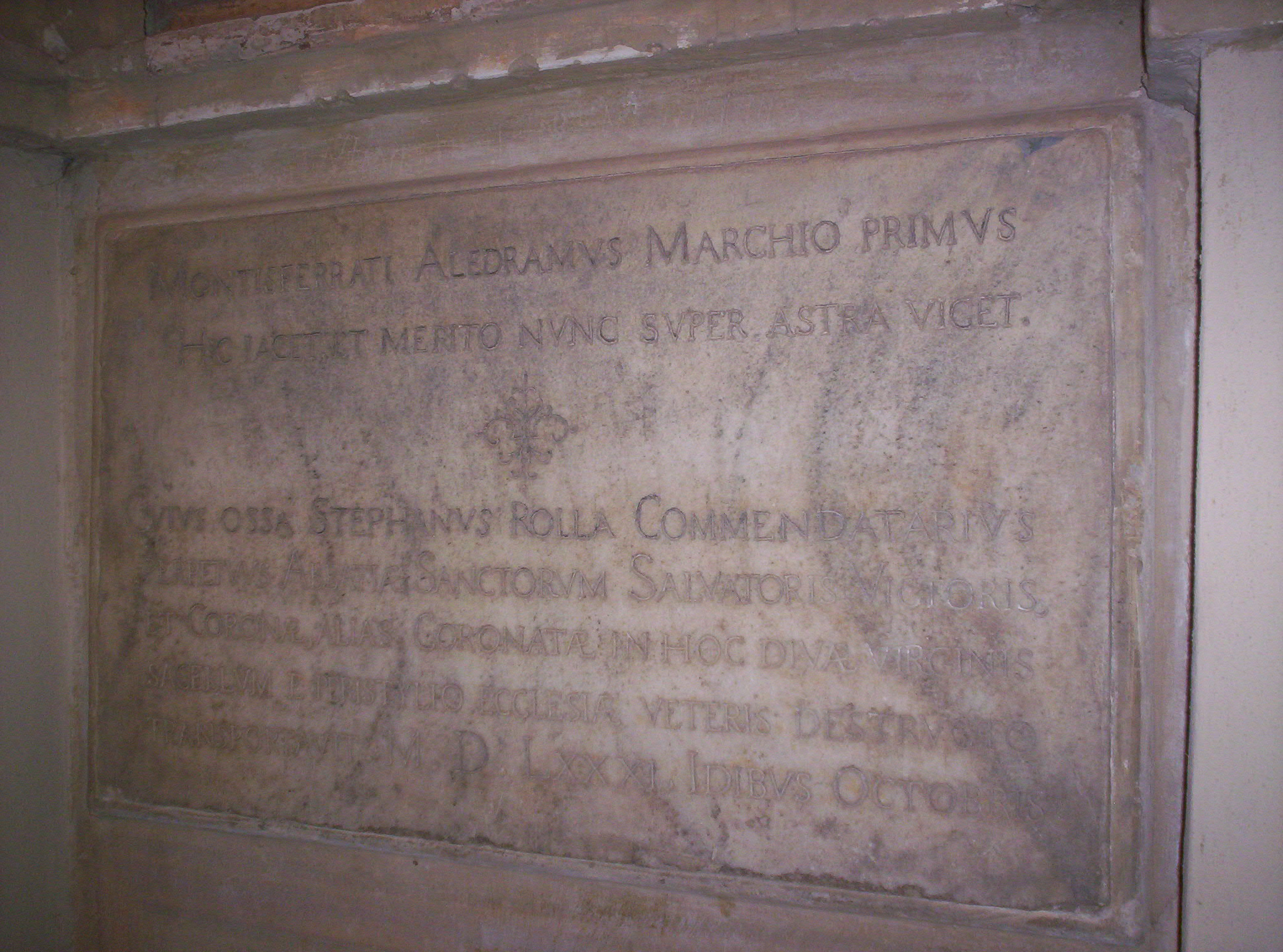
Lapide commemorativa risalente all'anno 1581, quando furono traslate le ossa di Aleramo
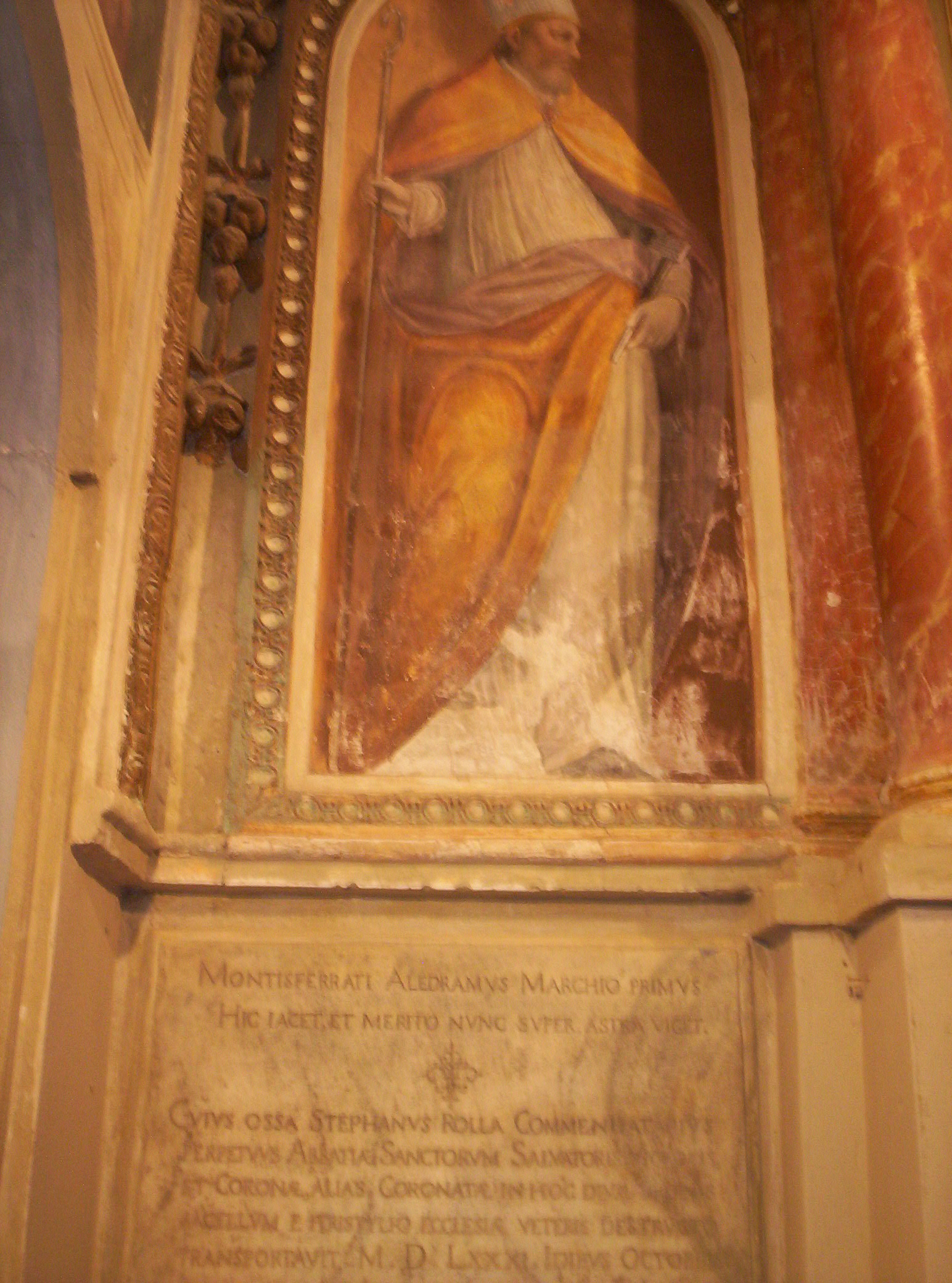
Affresco attribuito al Caccia sovrastante la tomba
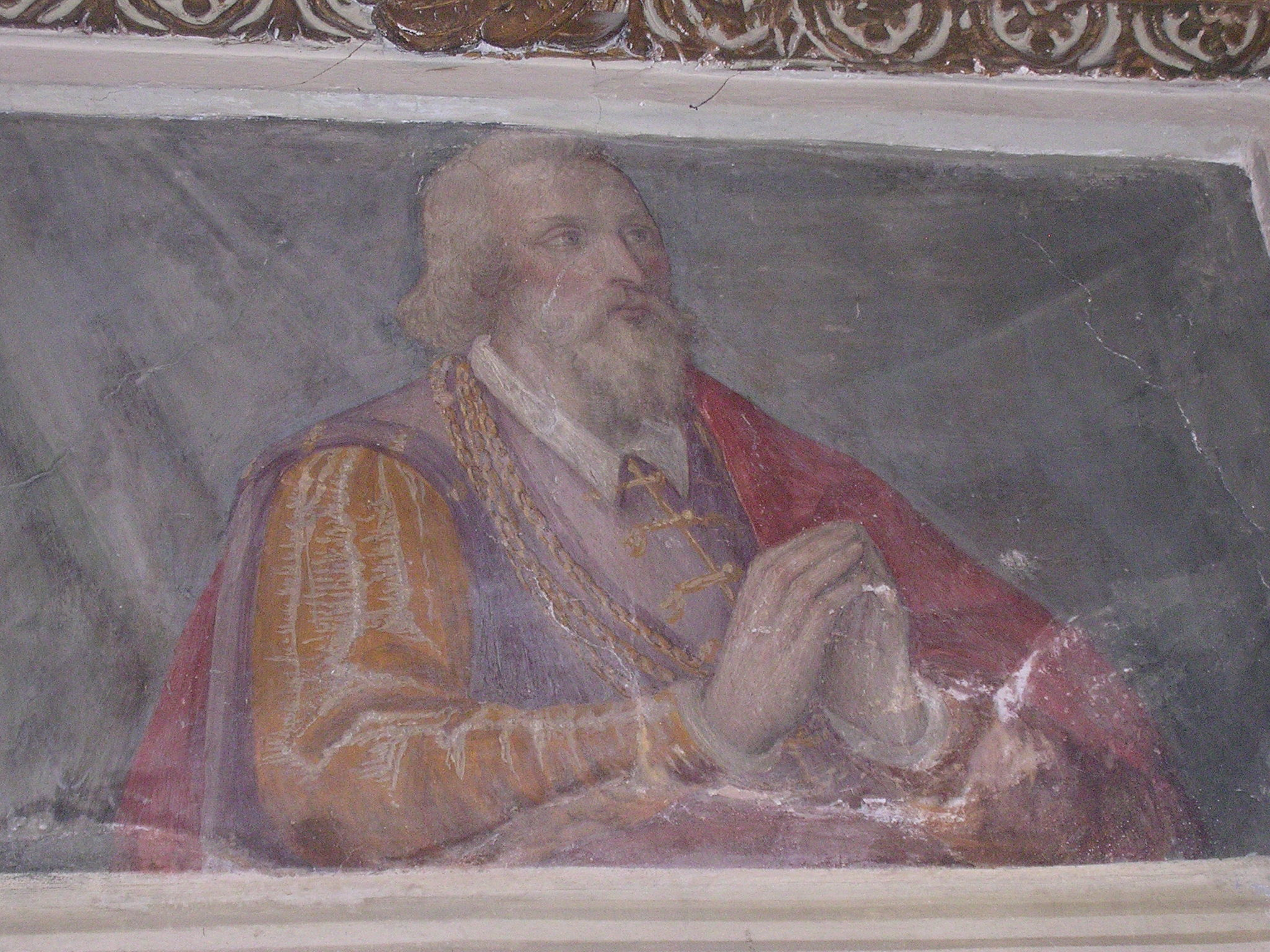
Aleramo, affresco attribuito al Caccia, secolo XVII